# Spinotarsus durbanensis
Spinotarsus durbanensis är en mångfotingart som beskrevs av Kraus 1966. Spinotarsus durbanensis ingår i släktet Spinotarsus och familjen Odontopygidae. Inga underarter finns listade i Catalogue of Life.